# Garagem de ônibus

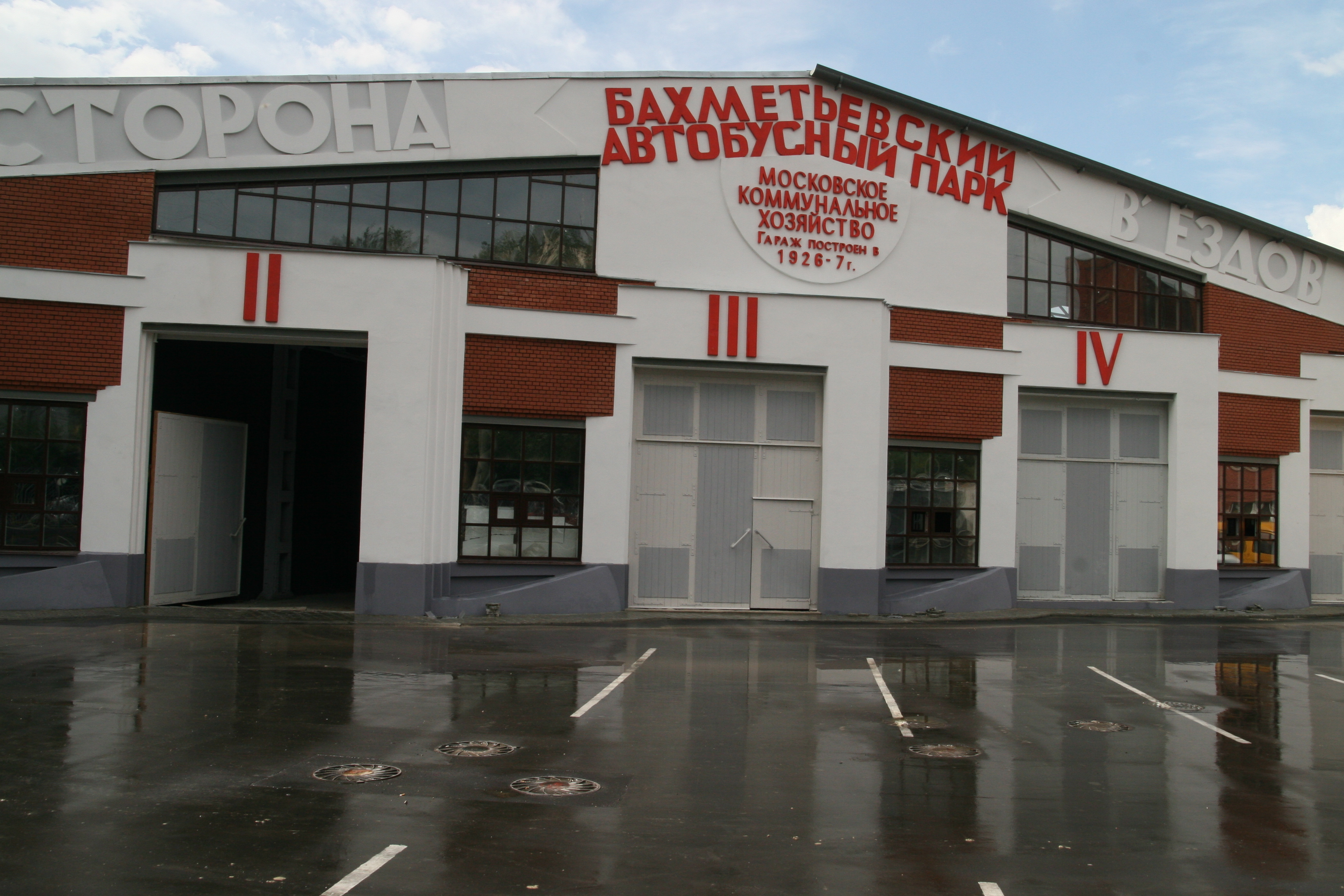
Garagem de ônibus de Bakhmetevsky em Moscou

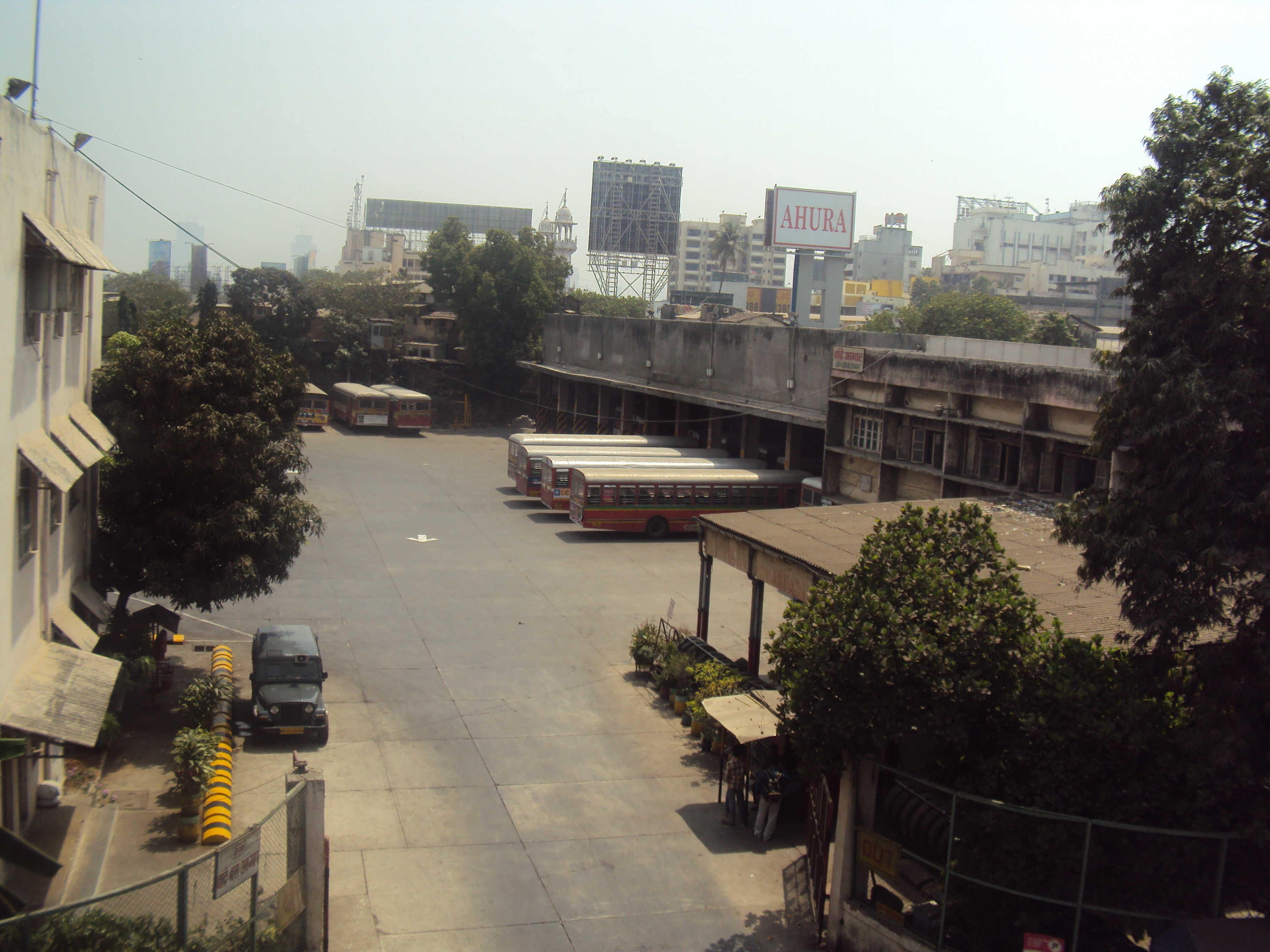
Uma garagem da BEST Bus em Bandra, Mumbai

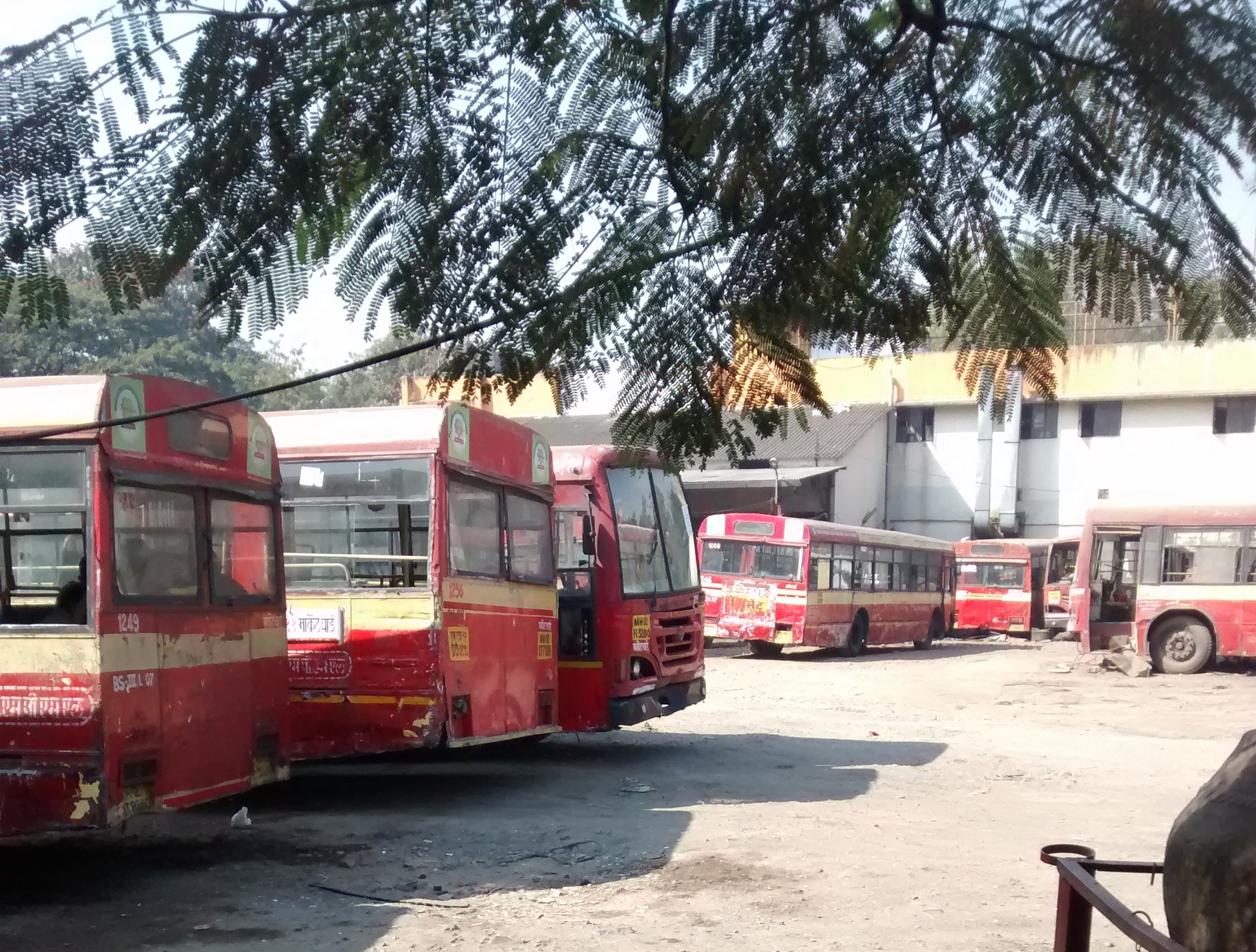
Ônibus da PMPML no pátio de Market Yard, Pune, Índia

Uma garagem de ônibus (português brasileiro) ou garagem de autocarros (português europeu), garagem de machimbombo (português angolano) e (português moçambicano),  garagem de toca-toca (português cabo-verdiano), garagem de otocarro (português guineense e português são-tomense) ou garagem de microlete (português timorense) é uma instalação onde ônibus são guardados e mantidos. Em muitos centros urbanos, garagens de ônibus estão nos locais de antigas garagens de carros ou galpões de bondes, onde os bondes(pt-BR) ou elétricos(pt-PT?) eram guardados, e a operação transferida para ônibus. Em outras áreas, garagens foram construídas para substituir os pátios de ônibus puxados a cavalo ou em locais virgens quando populações não eram tão altas como agora.

## Descrição
A maioria das garagens de ônibus conterá os seguintes elementos:
- Estacionamento interno
- Estacionamento externo
- Posto de abastecimento
- Tanques de armazenamento de combustível
- Seção de engenharia
- Poços de inspeção
- Lavagem de ônibus
- Pista de teste de freio
- Cantina pessoal/sala de descanso
- Escritório de administração

Garagens menores podem conter instalações mínimas de engenharia, restritas somente a recursos de manutenção leves. Garagens também podem conter veículos de recuperação, muitas vezes, ônibus convertidos, embora sua incidência tem diminuído com o uso de contratados para recuperar demolições, e o aumento na confiabilidade.
À noite, ônibus mais valiosos ou regularmente em serviço geralmente serão guardados no interior da garagem, com veículos de serviço menos usados ou mais velhos e veículos baixados guardados ou aguardando desmanche, guardados externamente. De dia, áreas internas e externas verão uma variedade de movimentos. Veículos de herança são quase exclusivamente guardados dentro da garagem.
Muitas vezes garagens contarão com salas de descanso para motoristas designados como deveres "conforme necessário", através do qual podem ser necessários para dirigir ônibus de socorro ou reservas em caso de avaria. A garagem também pode ter motoristas de "deveres leves", que meramente movem os ônibus internamente em torno de garagem, muitas vezes chamado de "manobras".

## Reino Unido

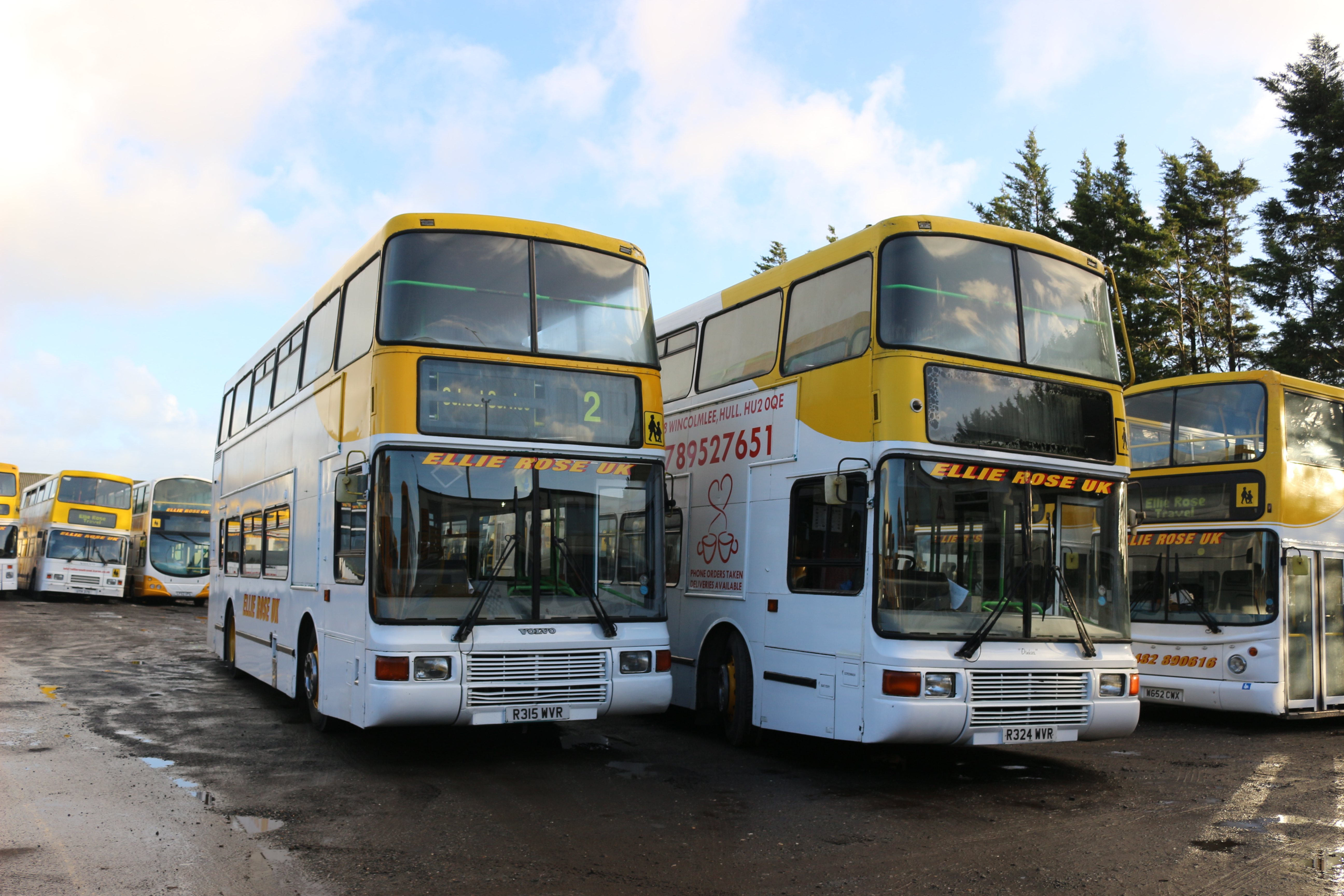
Ônibus na garagem da Ellie Rose, em Hull, East Yorkshire.

Várias empresas de ônibus, tais como London Buses e Lothian Buses costumavam operar garagens de guarda múltipla em torno de sua área de atuação, complementada por uma instalação de trabalhos centrais. Trabalhos centrais diminuíram com o aumento da engenharia de subcontrato, e melhorias na confiabilidade mecânica de projetos de ônibus. Além disso, a prática de reforma rotineira de meia-vida das frotas de ônibus diminuiu, o que resultou em vidas úteis mais curtas.
Garagens de ônibus geralmente têm grandes áreas desobstruídas por colunas de apoio, bem como telhados altos, especialmente para a guarda de ônibus de dois andares. Recentemente, em Londres, a transferência de operação de rotas de ônibus de dois andares para ônibus articulados tem causado problemas em algumas garagens que foram consideradas muito pequenas para acomodar todos os ônibus reservas, exigindo divisão de alocações, ou a construção de novas garagens.
Algumas empresas de ônibus do Reino Unido também fazem uso de estações exteriores, como uma instalação adicional de guarda de ônibus. Estas são, geralmente, locais de estacionamento ao ar livre, onde ônibus são guardados à noite ou entre picos, que estão mais convenientemente localizados para operações, reduzindo a quilometragem morta. Não parece haver uma definição universal de uma estação externa, mas parece concordado que não há instalações de manutenção em uma estação externa de ônibus.

## Maior garagem
A maior garagem de ônibus do mundo é Millennium Park Bus Depot, em Deli, Índia, construída para os Jogos da Commonwealth em 2010.